# Герб Моншике
Ге́рб Монши́ке — офіційний символ містечка Моншике, Португалія. Використовується як територіальний герб. У зеленому щиті срібний фонтан зі срібною водою. У главі щита дві голови: світлошкірого християнського короля в золотій короні (праворуч) і темношкірого мавританського еміра в срібному тюрбані (ліворуч). Щит увінчує срібна мурована містечкова корона з чотирма вежами.  Під щитом біла стрічка, на якій великими літерами напис португальською: «vila de Monchique» (містечко Моншике).  Офіційно затверджений 16 лютого 1985 року.  До цього містечко використовувало неофіційний герб із червоною стрічкою і білим написом.

## Галерея

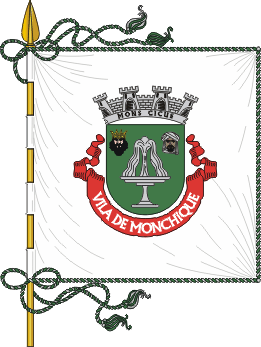
Прапор
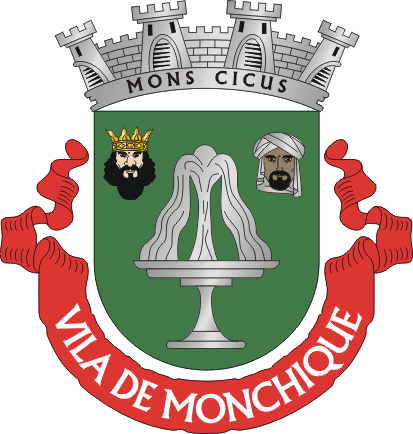
Неофіційний